# Kim Probst
Kimberly Probst –conocida como Kim Probst– (Troy, 6 de marzo de 1981) es una deportista estadounidense que compitió en natación sincronizada. Ganó una medalla de bronce en el Campeonato Mundial de Natación de 2007, en la prueba combinación libre.

## Palmarés internacional
| Campeonato Mundial | Campeonato Mundial    | Campeonato Mundial | Campeonato Mundial |
| Año                | Lugar                 | Medalla            | Prueba             |
| ------------------ | --------------------- | ------------------ | ------------------ |
| 2007               | Melbourne (Australia) | Medalla de bronce  | Combinación libre  |